# Juliette Reilly
Juliette Reilly (nascida a 8 de setembro de 1993) é uma cantora e compositora Americana. Nascida e criada em Berkeley Heights, Nova Jersey, formou-se em música na Muhlenberg College.
Reilly escreve canções desde os 11 anos e canta e dá espectáculos desde os 6 anos de idade. Em 2015 ganhou o prémio Grand no SongDoor Songwriting Contest pela sua canção, "Hero". Os seus vídeos de música no YouTube tiveram mais de 5 milhões de visualizações.